# Jez velikega etiopskega preporoda
Jez velikega etiopskega preporoda (amharsko ታላቁ የኢትዮጵያ ሕዳሴ ግድብ, latinizirano: Tālāqu ye-Ītyōppyā Hidāsē Gidib), prej znan kot Jez tisočletja in včasih tudi jez Hidase (ሕዳሴ ግድብ, Hidāsē), je gravitacijski jez na reki Modri Nil v Etiopiji, ki so ga začeli graditi leta 2011. Jez je v regiji Benishangul-Gumuz v Etiopiji, približno 45 km vzhodno od meje s Sudanom.
Primarni namen jezu je proizvodnja električne energije za lajšanje akutnega pomanjkanja energije v Etiopiji in za izvoz električne energije v sosednje države. Z načrtovano instalirano močjo 6,45 gigavatov bo jez po zaključku največja hidroelektrarna v Afriki in sedma največja na svetu.
Polnjenje akumulacijskega jezera se je začelo julija 2020 in je bilo s četrto fazo dokončano zgodaj septembra 2023. Sprva je bilo predvideno, da bo polnjenje trajalo od 4 do 7 let, odvisno od hidroloških razmer v obdobju polnjenja in dogovorov med Etiopijo, Sudanom in Egiptom.

## Ozadje
Možno mesto Jezu velikega etiopskega preporoda je United States Bureau of Reclamation opredelil med raziskavo Modrega Nila, ki je bila izvedena med letoma 1956 in 1964 v času vladavine cesarja Haileja Selassieja. Zaradi državnega udara leta 1974 pa projekt ni napredoval. Etiopska vlada je to območje raziskala oktobra 2009 in avgusta 2010. Novembra 2010 je projekt jezu predložil James Kelston.
31. marca 2011, dan po objavi projekta, je bilo italijanskemu podjetju Salini Impregilo oddana pogodba v višini 4,8 milijarde ameriških dolarjev brez konkurenčnega razpisa, temeljni kamen jezu pa je 2. aprila 2011 postavil takratni premier Meles Zenawi. Zgrajena je bila drobilnica kamnin, skupaj z majhnim transportnim trakom za hiter prevoz. Pričakovali so, da bosta prvi dve turbini za proizvodnjo električne energije začeli delovati po 44 mesecih gradnje ali v začetku leta 2015.
Egipt, ki leži več kot 2500 kilometrov nižje od mesta, nasprotuje jezu, za katerega meni, da bo zmanjšal količino vode, ki je na voljo iz Nila. Zenawi je na podlagi neimenovane študije trdil, da jez ne bo zmanjšal razpoložljivosti vode dolvodno in bo urejal tudi vodo za namakanje. Maja 2011 je bilo napovedano, da bo Etiopija z Egiptom delila načrte za jez, da bo mogoče preučiti vpliv nadaljnjega toka.
Jez se je prvotno imenoval Project X, po objavi pogodbe pa se je imenoval Millennium Dam. 15. aprila 2011 ga je Svet ministrov preimenoval v Jez velikega etiopskega preporoda. Etiopija ima potencial za približno 45 GW vodne energije. Jez financirajo državne obveznice in zasebne donacije. Dokončan naj bi bil julija 2017.
Potencialni vplivi jezu so bili vir hudih regionalnih sporov. Vlada Egipta, države, ki se močno zanaša na vode Nila, je kot predpogoj za pogajanja zahtevala, da Etiopija ustavi gradnjo jezu, poiskala je regionalno podporo za svoje stališče, nekateri politični voditelji pa so razpravljali o načinih njegove sabotaže. Egipt je načrtoval diplomatsko pobudo, da bi spodkopal podporo jezu v regiji, pa tudi v drugih državah, ki podpirajo projekt, kot sta Kitajska in Italija. Vendar pa so druge države v pobudi za porečje Nila izrazile podporo jezu, vključno s Sudanom, edino drugo državo dolvodno od Modrega Nila. Sudan je Egipt obtožil vnetja razmer.
Etiopija zanika, da bo jez negativno vplival na vodne tokove v spodnjem toku in trdi, da bo jez dejansko povečal pretok vode v Egipt z zmanjšanjem izhlapevanja v Naserjevem jezeru. Etiopija je Egipt obtožila, da je nerazumen; oktobra 2019 je Egipt izjavil, da so pogovori s Sudanom in Etiopijo glede obratovanja hidroelektrarne v vrednosti 4 milijarde dolarjev, ki jo Etiopija gradi na Nilu, na mrtvi točki. Ameriški minister za finance Steven T. Mnuchin je novembra 2019 začel olajševati pogajanja med tremi državami.

## Cena in financiranje
Jez velikega etiopskega preporoda (GERD) naj bi stal približno 5 milijard ameriških dolarjev, kar je približno 7 % bruto nacionalnega proizvoda Etiopije leta 2016. Pomanjkanje mednarodnega financiranja za projekte na reki Modri Nil je že dolgo predmet vztrajne kampanje Egipta za ohranitev domnevne hegemonije na vodnem deležu Nila. Etiopija je GERD prisiljena financirati z množičnim financiranjem z notranjim zbiranjem sredstev v obliki prodaje obveznic in prepričevanja zaposlenih, da prispevajo del svojih prihodkov.

## Projekt
Zasnova se je med letoma 2011 in 2017 večkrat spremenila. To je vplivalo tako na električne parametre kot na parametre zbiralnika.
Prvotno naj bi leta 2011 hidroelektrarna prejela 15 proizvodnih enot s kapaciteto po 350 MW, kar bi pomenilo skupno instalirano moč 5250 MW s pričakovano proizvodnjo električne energije 15.128 GWh na leto. Njena načrtovana proizvodna zmogljivost se je kasneje povečala na 6000 MW, s 16 proizvodnimi enotami z vsako po 375 MW nazivne moči. Pričakovana proizvodnja električne energije je bila ocenjena na 15.692 GWh na leto. Leta 2017 so zasnovo ponovno spremenili, tako da so ji dodali še 450 MW za skupno 6450 MW, načrtovana proizvodnja električne energije pa je 16.153 GWh na leto.   To je bilo doseženo z nadgradnjo 14 od 16 proizvodnih enot s 375 MW na 400 MW brez spreminjanja nazivne moči.
Sčasoma se niso spreminjali samo parametri električne moči, temveč tudi parametri jezovne konstrukcije. Prvotno je bilo leta 2011 načrtovano, da bo jez visok 145 m s prostornino 10,1 milijona m³. Prostornina rezervoarja naj bi bila 66 km³ in površina 1680 km² pri polni oskrbi. S skalami napolnjen pomožni jez poleg glavnega jezu je bil predviden do višine 45 m, dolžine 4800 m in prostornine 15 milijonov m³.
Leta 2013 je neodvisna skupina strokovnjakov (IPoE) ocenila jez in njegove tehnološke parametre. Takrat so bile velikosti rezervoarja že spremenjene. Velikost rezervoarja pri polni oskrbi se je povečala na 1874 km² (plus 194 km²). Obseg skladiščenja pri polni zalogi se je povečal na 74 km³ (plus 7 km³). Te številke se po letu 2013 niso spremenile.
Potem ko je IPoE dal priporočila, so bili leta 2013 parametri jezu spremenjeni, da so upoštevali večje količine pretoka v primeru ekstremnih poplav: višina glavnega jezu 155 m (plus 10 metrov) z dolžino 1780 m (brez sprememb) in prostornina jezu 10,2 milijona m³ (plus 0,1 milijona m³). Parametri iztoka se niso spremenili, dvignjen je bil le greben glavnega jezu. Kamniti pomožni jez se je povzpel do višine 50 m (plus 5 metrov) z dolžino 5200 m (plus 400 metrov). Prostornina jezu se je povečala na 16,5 milijona m³ (plus 1,5 milijona m³.
Konstrukcijski parametri od avgusta 2017 so glede na zgoraj opisane spremembe naslednji:

### Dva jezova
Ničelna gladina glavnega jezu, tal, bo na višini približno 500 m nadmorske višine, kar približno ustreza nivoju struge Modrega Nila. Če računamo od tal, bo glavni gravitacijski jez visok 145 m, dolg 1780 m in bo sestavljen iz betona. Greben jezu bo na višini 655 m nad morsko gladino. Iztoka obeh elektrarn sta pod nivojem tal, zato bo skupna višina jezu nekoliko višja od dane višine jezu. V nekaterih publikacijah je glavni izvajalec, ki gradi jez, predlagal 170 m za višino jezu, kar bi lahko pomenilo dodatno globino jezu pod tlemi, kar bi pomenilo 15 m izkopa pred polnjenjem jezu. Strukturna prostornina jezu bo 10.200.000 m³.
Glavni jez in rezervoar bo podpiral pomožni jez, dolg 4,9 km in visok 50 m. Tla tega jezu so na nadmorski višini približno 600 m. Površina tega jezu je bitumenska, da ohranja notranjost jezu suho. Jez bo od meje s Sudanom oddaljen le 3,3–3,5 km, veliko bližje je meji kot glavni jez.
Rezervoar za obema jezovoma bo imel založno površino 74 km³  in površino 1874 km², ko bo poln nivo 640 m nadmorske višine. Polna oskrba je torej 140 m nad tlemi glavnega jezu. Proizvodnja hidroenergije se lahko zgodi med nivoji akumulacije 590 m, tako imenovano minimalno obratovalno ravnjo, in 640 m, polno oskrbo. Prostornina shranjevanja v živo, uporabna za proizvodnjo električne energije med obema nivojema, znaša 59,2 km³. Prvih 90 m višine jezu bo mrtva višina rezervoarja, kar bo vodilo do mrtvega skladiščnega volumna rezervoarja 14,8 km³.

### Trije prelivi
Jez bo imel tri prelivne odtoke. Vsi uporabljajo približno 18.000 kubičnih metrov betona. Ti prelivni tokovi so skupaj zasnovani za poplavo do 38.500 m³ / s, kar je dogodek, za katerega se sploh ne šteje, saj je ta količina izpusta tako imenovana 'verjetna največja poplava'. Vse vode s treh prelivov so zasnovane tako, da se izlivajo v Modri Nil, preden reka vstopi na sudansko ozemlje.
Glavni in zaprti preliv je levo od glavnega jezu in bo pod nadzorom šestih zapornic, njegov skupni izpust pa bo 14.700 m³ / s. Preliv bo na iztočnih vratih širok 84 m. Osnovna gladina preliva bo 624,9 m, kar je precej pod polno oskrbo.
Neurejeni preliv, pomožni preliv, leži v središču glavnega jezu z odprto širino približno 205 m. Ta preliv ima osnovno gladino 640 m, kar je natančno celotna oskrba rezervoarja. Greben jezu je 15 m višje levo in desno od preliva. Pričakuje se, da se bo ta razlivni preliv uporabljal le, če bo zbiralnik poln in pretok presegel 14.700 m³ / s, vrednost pretoka, ki naj bi bila presežena enkrat na deset let.
Tretji preliv, zasilni preliv, je na desni strani ukrivljenega pomožnega jezu z osnovno gladino 642 m. Ta zasilni preliv ima ob robu odprti prostor približno 1200 m. Ta tretji preliv bo prenašal vodo le, če so podani pogoji za poplavo več kot približno 30.000 m³ / s, kar ustreza poplavi, ki se zgodi le enkrat na 10.000 let.

### Proizvodnja in distribucija električne energije
Na obeh straneh pomožnega preliva v središču jezu bosta dve elektrarni. Na desni bo 10 x 375 MW Francisovih turbinskih generatorjev, na levi elektrarni bo 6 x 375 MW istih turbinskih generatorjev. 14 od 16 turbinskih generatorjev je bilo nadgrajenih na 400 MW, ne da bi spremenili zmogljivost (ki je še vedno 375 MW), medtem ko sta dva turbinska generatorja ostala na 375 MW. Skupna nameščena moč vseh turbinskih generatorjev bo 6450 MW. Pričakuje se, da bo povprečni letni pretok Modrega Nila, ki je na voljo za proizvodnjo električne energije, 1547 m³ / s, kar letno pričakuje proizvodnjo električne energije 16.153 GWh, kar ustreza elektrarni faktor obremenitve (ali faktor zmogljivosti) 28,6 %.
Francisove turbine v elektrarnah so nameščene navpično in dvigajo 7 m nad tlemi. Za predvideno obratovanje med najnižjo obratovalno ravnijo in polno oskrbo bo vodostaj vode, ki je na voljo turbinam, visok 83–133 m. V bližini glavnega jezu bo postavljena stikalna postaja, kjer bo proizvedena moč dostavljena v nacionalno omrežje. Avgusta 2017 so bili dokončani štirje daljnovodi 500 kV, vsi so šli do Holete, nato pa z več 400 kV vodi do metropolitanskega območja Adis Abebe. Od jezu do hidroelektrarne Beles potekata dva 400 kV voda. Predvideni so tudi visokonapetostni enosmerni vodi 500 kV.

### Zgodnja proizvodnja električne energije
Dva nenadgrajena turbinska generatorja s po 375 MW bosta prva začela obratovati. Ta zgodnja proizvodnja električne energije se bo začela že pred dokončanjem jezu, ko se začne polnjenje zbiralnika. Obe enoti sta v elektrarni z 10 enotami na desni strani jezu na pomožnem prelivu. Napajata se z dvema posebnima dovodoma v strukturi jezu, ki sta na višini 540 m nad morsko gladino. Predvideno je, da se proizvodnja električne energije lahko začne pri vodostaju 560 m, 30 m pod najnižjo obratovalno stopnjo ostalih 14 turbinskih generatorjev. Na tej ravni je zbiralnik napolnjen s približno 5,5 km³ vode, kar ustreza približno 11 % letnega dotoka 48,8 km³. V deževni sezoni naj bi se to zgodilo v dneh do tednih. Prvo polnjenje zbiralnika je bilo končano 20. julija 2020.

### Zamuljevanje, izhlapevanje
Za dovajanje vode v Sudan in Egipt sta v posebnih okoliščinah na voljo dva 'spodnja' izpusta na 542 m nadmorske višine ali 42 m nad lokalno gladino reke, zlasti za namakanje dolvodno, če nivo rezervoarja pade pod najnižjo obratovalno raven 590 m, pa tudi med začetnim postopkom polnjenja zbiralnika.
Prostor pod 'spodnjimi' odprtinami je primarni varovalni prostor za naplavine z zamuljenjem in sedimentacijo. Za zadrževalnik Roseires, ki leži tik ob mestu GERD, znaša povprečna količina zamuljenja in sedimentacije (brez GERD) približno 0,035 km3  na leto. Zaradi velike velikosti zbiralnika GERD naj bi bila količina zamuljevanja in sedimentacije v tem primeru veliko večja, 0,21 km³ na leto. Zbiralnik GERD bo predvidoma skoraj v celoti odstranil nevarnost zamuljenja iz zbiralnika Roseires.
Podnožje jeza GERD je na približno 500 m nadmorske višine. Voda, ki teče iz jezu, se bo spet spustila v Modri Nil, ki bo tekel le približno 30 km, preden se bo pridružil zbiralniku Roseires, ki bo - če bo na polni ravni - 490 m nad morsko gladino. Med obema projektoma je višinska razlika le 10 m. Oba zbiralnika in spremljajoča hidroenergetska projekta bi lahko - če bi bila pravilno usklajena čez mejo med Etiopijo in Sudanom - postala kaskadni sistem za učinkovitejše pridobivanje hidroelektrarn in boljše namakanje (zlasti v Sudanu). Vodo iz stebra 140 m v zalogovniku zbiralnika GERD bi lahko preusmerili skozi predore, da bi olajšali nove namakalne sheme v Sudanu blizu meje z Južnim Sudanom. V sami Etiopiji zaradi bližine jezu do spodnje meje s Sudanom ni predvidenih namakalnih shem.
Pričakuje se, da bo izhlapevanje vode iz zbiralnika znašalo 3 % letne dotočne prostornine 48,8 km3, kar ustreza povprečni količini izgube z izhlapevanjem približno 1,5 km³ letno. IPoE je to ocenil za zanemarljivo. Za primerjavo: Naserjevo jezero v Egiptu izgubi med 10–16 km3 letno z izhlapevanjem.

## Gradnja
Glavni izvajalec je italijansko podjetje Webuild (prej Salini Impregilo), ki je služilo tudi kot glavni izvajalec za jezove Gilgel Gibe II, Gilgel Gibe III in Tana Beles. Simegnew Bekele je bil vodja projekta GERD od začetka gradnje leta 2011 do njegovega umora 26. julija 2018. Oktobra istega leta ga je zamenjal Kifle Horo. Jez naj bi porabil 10 milijonov kubičnih metrov betona. Vlada se je zavezala, da bo uporabljala samo beton domače proizvodnje. Marca 2012 je Salini italijanskemu podjetju Tratos Cavi SPA podelil pogodbo za dobavo nizkonapetostnega in visokonapetostnega kabla za jez. Alstom bo zagotovil osem 375 MW Francisovih turbin za prvo fazo projekta po ceni 250 milijonov EUR. Od aprila 2013 je bilo zaključenih skoraj 32 odstotkov projekta. V teku je bilo izkopavanje mesta in postavitev betonarne. Ena tovarna betonskih šarž je bila dokončana z drugo v gradnji. Preusmeritev Modrega Nila je bila zaključena 28. maja 2013 in je bila isti dan zaznamovana s slovesnostjo. Do januarja 2016 je bilo v jezu nalito 4 milijone kubičnih metrov betona, namestitev prvih dveh turbin pa je bila neizbežna. Prva proizvodnja 750 MW električne energije je bila predvidena za nekaj pozneje istega leta.
Oktobra 2019 je bilo delo končano približno 70 %. Marca 2020 so bila gradbena dela končana 87 %, elektro-mehanska dela pa 17 %, da bi po besedah namestnika direktorja projekta Belachew Kasa dosegli skupno 71 %.
26. junija 2020 so se Egipt, Sudan in Etiopija dogovorili, da bodo za nekaj tednov odložili polnjenje zbiralnika.
21. julija 2020 je etiopski premier Abiy Ahmed sporočil, da je bilo prvo polnjenje končano. Zgodnje polnjenje zbiralnika je bilo pripisano močnemu deževju. Abiy je izjavil, da »smo uspešno zaključili prvo polnjenje zbiralnika, ne da bi motili in poškodovali kogar koli drugega. Zdaj se voda pretaka navzdol«. Cilj polnjenja v prvem letu je bil 4,9 milijarde kubičnih metrov, jez pa po zaključku lahko zadrži 74 milijard kubičnih metrov.
Prva faza polnjenja zbiralnika se je začela julija 2020 do največ 70 metrov globine z uporabo začasnega praga. Nadaljnja gradbena dela so potrebna, preden se jez lahko napolni do nivoja za proizvodnjo električne energije.
Februarja 2021 je etiopski minister za vode in namakanje Selchi Bakli omenil, da so inženirska dela pri gradnji jezu dosegla 91 %, medtem ko je bila celotna stopnja gradnje 78,3 %.